# Dennis A. Blakeslee
Dennis Albert Blakeslee (* 11. März 1856 in New Haven, Connecticut; † 5. April 1933 ebenda) war ein US-amerikanischer Politiker. Zwischen 1911 und 1913 war er Vizegouverneur des Bundesstaates Connecticut.

## Werdegang
Dennis Blakeslee besuchte die öffentlichen Schulen seiner Heimat und arbeitete danach in der Baufirma seines Vaters, die sich später auch auf den Eisenbahnbau ausweitete. Später stieg er zudem in das Finanzgewerbe ein und wurde Präsident einer Bank. Politisch schloss er sich der Republikanischen Partei an. In den Jahren 1880 und 1881 gehörte er dem Stadtrat von New Haven an; von 1884 bis 1890 war er Feuerbeauftragter dieser Stadt. Zwischen 1907 und 1910 saß er im Senat von Connecticut. Im Juni 1908 nahm er als Delegierter an der Republican National Convention in Chicago teil, auf der William Howard Taft als Präsidentschaftskandidat nominiert wurde. 
Im Jahr 1910 wurde Blakeslee an der Seite von Simeon Eben Baldwin zum Vizegouverneur von Connecticut gewählt. Dieses Amt bekleidete er zwischen 1911 und 1913. Dabei war er Stellvertreter des Gouverneurs und Vorsitzender des Staatssenats. Seit 1878 war er mit Lizzie Finette Law verheiratet, mit der er sechs Kinder hatte. Er starb am 5. April 1933 in seiner Heimatstadt New Haven.